# Volker Nielsen

Volker Nielsen

Volker Nielsen (* 11. Dezember 1964 in Meldorf) ist ein deutscher Politiker (CDU), Diplom-Verwaltungswirt, Bürgermeister der Gemeinde Sankt Michaelisdonn im Kreis Dithmarschen sowie seit 2017 Mitglied des Schleswig-Holsteinischen Landtags, dem er bereits von 2004 bis 2005 als Abgeordneter angehörte.

## Leben
Nielsen wuchs mit zwei Geschwistern in Barlt, Gudendorf und Sankt Michaelisdonn auf. Bis zum Jahr 1981 besuchte er die Realschule in Sankt Michaelisdonn. Anschließend wechselte er auf das Technische Gymnasium in Meldorf und bestand dort im Jahr 1984 sein Abitur. Nach Tätigkeiten in lebensmittelverarbeitenden Betrieben und einem Praktikum beim Amt für Land- und Wasserwirtschaft in Heide studierte er an der Fachhochschule für Verwaltung und Dienstleistung in Kiel-Altenholz Verwaltungswissenschaften; im Jahr 1988 schloss er sein Studium als Diplom-Verwaltungswirt ab. Bis zur Wahl zum Landtagsabgeordneten im Jahr 2017 folgten verschiedene Tätigkeiten in der Kommunalverwaltung; zuletzt war Nielsen Leiter der Innenrevision in Itzehoe. Er ist evangelisch-lutherisch, verheiratet und hat drei Stiefkinder.

## Kommunalpolitische Ämter
1989 trat Nielsen in die CDU ein. 1990 wurde er das erste Mal in den Gemeinderat von St. Michaelisdonn gewählt und ist seit 2003 Bürgermeister der Gemeinde. 1998 wurde Nielsen in den Kreistag des Kreises Dithmarschen gewählt. Von 2013 bis 2019 war er Vorsitzender der CDU-Kreistagsfraktion und Hauptausschussvorsitzender. Von 2013 bis 2018 und seit 2019 ist er Erster stellvertretender Landrat des Kreises Dithmarschen.
Von 2003 bis 2007 war Nielsen Erster stellvertretender Amtsvorsteher des Amtes Kirchspielslandgemeinde Eddelak-Sankt Michaelisdonn, das sich 2008 mit dem Amt Kirchspielslandgemeinde Burg-Süderhastedt zum Amt Burg-Sankt Michaelisdonn zusammenschloss.
Er wurde 2001 zum stellvertretenden Kreisvorsitzenden der CDU Dithmarschen gewählt und war Ortsvorsitzender der CDU Sankt Michaelisdonn von 1997 bis 2014. Seit 2013 ist Volker Nielsen Vorsitzender des CDU-Kreisverbandes und weiter als Beisitzer Mitglied im CDU-Ortsvorstand seiner Heimatgemeinde St. Michaelisdonn.

## Landtagsabgeordneter
Im Jahr 2000 kandidierte Nielsen für den Landtag Schleswig-Holstein, erhielt trotz des zweitbesten CDU Erststimmen-Ergebnisses in ganz Schleswig-Holstein jedoch kein Mandat. Im Mai 2004 rückte er für Thorsten Geißler nach und gehörte dem Landesparlament bis zum Ablauf der Legislaturperiode im März 2005 an.
Am 6. Februar 2016 wurde Volker Nielsen erneut als CDU-Landtagskandidat für den Landtagswahlkreis Dithmarschen-Süd nominiert; bei der Landtagswahl am 7. Mai 2017 gewann er 40,5 Prozent der Erststimmen und zog damit erneut in den Landtag ein. Er ist seitdem Mitglied des Finanz- und Petitionsausschusses.
Bei der Landtagswahl 2022 konnte er mit 40,5 Prozent der Erststimmen erneut über das Direktmandat im Wahlkreis Dithmarschen-Süd in den Landtag einziehen.

## Politische Schwerpunkte

### Kommunalpolitik
Als ehrenamtlicher Bürgermeister der Gemeinde St. Michaelisdonn setzte sich Nielsen seit seinem Amtsantritt 2003 für verschiedene Projekte ein, darunter für den Bau und Betrieb einer Freizeit-Draisinenbahn zwischen Marne und St. Michaelisdonn („Marschenbahndraisine“), die Planung und den Bau eines Golfplatzes, die Schaffung gemeindeeigener Naturschutzländereien, den Kauf großflächiger Erweiterungsflächen für Gewerbebetriebe und die Ausweisung neuer Windeignungsgebiete in der Marsch, außerdem für die Umwandlung von Nadelholzwäldern in „Klimawald“ mit heimischen Laubbäumen, den Kauf von Windkraftanlagen, eine strategische Ortskernsanierung, die Planung und den Bau eines Multifunktionsgebäudes in der Ortsmitte sowie die flächenschonende Innenverdichtung für moderne Wohnformen.

### Kreis- und Landespolitik
Die Verbesserung der öffentlichen Straßen- und Hafeninfrastruktur für die Schleswig-Holsteinische Westküste zählt zu den Kernthemen Nielsens Engagement. Zudem ist seiner Überzeugung folgend die Erweiterung der Hafen- und Kaianlagen an der Elbe bei Brunsbüttel („Tiefwasserhafen“ für ein LNG- und Wasserstoffterminal) als wichtiger Baustein für die Vermarktung der vorhandenen freien Industrieflächen zu sehen.
Volker Nielsen ist der Meinung, der größte landeseigene Hafen Büsum habe Potenziale für Modernisierung und Erweiterungen. Außerdem habe Büsum, laut Nielsen, gute Rahmenbedingungen für Aquakulturansiedlungen. Er meint, dass die Westküste Schleswig-Holsteins als Standort für Unternehmen aufgrund des erheblichen Überschusses an Strom, Wind und Sonne gute Voraussetzungen habe. So sei die Ausweisung weiterer Gewerbegebiete wichtig und förderwürdig. Nielsen ist der Ansicht, dass eine Förderung der Infrastruktur gerade in Büsum und Friedrichskoog gerade für den Tourismus von Bedeutung sei.
Nielsen empfiehlt für die gesamte Küstenfischerflotte und für Werftkapazitäten Investitionen in den Landeshafen Büsum.
Volker Nielsen setzt sich für den Erhalt der Kreis- und Gemeindestrukturen in Schleswig-Holstein ein. Zusammenschlüsse von Gemeinden und Kreisen können seiner Überzeugung nach nur auf freiwilliger Basis geschehen. Das gewachsene ehrenamtliche Engagement der Bürger sowie deren Selbstverständnis für die Demokratie vor Ort ist seiner Meinung nach hoch anzuerkennen.